# Dagen van zand
Dagen van zand (Frans: Jours de Sable; Engels: Days of Sand) is een graphic novel die werd geschreven, getekend en ingekleurd door Aimée de Jongh.
Op 21 mei 2021 publiceerde Scratch Books de eerste druk in het Nederlandse taalgebied in een oplage van 5.000 exemplaren, terwijl Dargaud de eerste Franstalige druk uitgaf op dezelfde dag met een oplage van 18.000 exemplaren. De Franse editie is net als de Nederlandstalige een album met harde kaft, maar heeft ook een stofomslag.
Officieel is de Franse uitgave door Dargaud op 21 mei 2021 de originele uitgave en is de Nederlandse uitgave een vertaling, omdat Dargaud de vertaalrechten verkocht aan Scratch Books. De Jongh schreef echter het verhaal in het Nederlands en het was Jérôme Wicky die het werk vertaalde naar het Frans.
Op 30 juli 2021 verscheen de tweede druk voor de Nederlandstalige markt. Ook op de Franstalige markt werd een tweede druk uitgebracht. Onderhandelingen voor een uitgave in de Verenigde Staten werden gevoerd door MediaToon.
In april 2022 werd de Engelstalige uitgave Days of Sand uitgebracht door uitgeverij Selfmadehero voor de Britse, Amerikaanse en Canadese markt.

## Thema's
Het album vertelt drie verhalen in een. Allereerst is er de geschiedenis van de Dust Bowl in de Verenigde Staten, een verhaal van een kleine ecologische ramp veroorzaakt door de mens. Ten tweede wordt documentatiefotografie aan de kaak gesteld. Foto's geven authenticiteit, maar wat als de foto in scène is gezet? Regie kan resulteren in een foto die een hele sterke boodschap afgeeft, zoals de foto van 'the migrant mother', die tot icoon werd van de Great Depression. Ten derde wordt het verhaal van John verteld die probeert fotograaf te worden omdat zijn vader dat was. Het thema is hier: zoek je eigen weg.

## Verhaal
Het verhaal speelt in 1937. Fotograaf John Clark weet in Washington D.C. een opdracht te krijgen om de wanhopige situatie van de boeren die in de Dust Bowl wonen te laten zien middels foto's. Hij krijgt de tip om ook na te denken over het in scène zetten van een foto om een bepaalde boodschap over te brengen. John reist vervolgens van zijn woonplaats New York af naar Oklahoma. Eenmaal daar ontdekt hij hoe moeilijk het is om de gevraagde foto's te maken, onder meer doordat de mensen hem wantrouwen. De situatie waarin de mensen er leven raakt hem steeds meer. Bij een van zijn tochten komt zijn auto vast te zitten in het zand en maakt hij kennis met de zwangere Betty die hem uit de penarie helpt. Het bezoek aan haar familie doet hem beseffen dat hij meer contact met de mensen moet zoeken in plaats van het maken van foto's voorop te stellen. John vraagt zich steeds meer af of fotograaf wel zijn roeping is. Hij leert ook over de gezondheidsproblemen van de mensen in de Dust Bowl, de stof tast hun longen aan. Ook Betty heeft last van haar longen. John biedt aan op haar te passen terwijl de rest van de familie naar een bruiloft gaat en water zal halen voor Betty. In de nacht, als een stofstorm om het huis raast, overlijdt zij. John begraaft haar, en hij begraaft tevens zijn vak als fotograaf, want hij ziet foto's te veel als misleiding die niet het complete verhaal vertellen en daar wil hij geen deel meer van zijn. Hij neemt ontslag, geeft zijn auto en fototoestel weg, en keert terug naar New York.

## Waardering
Het album werd in juli 2021 genomineerd voor de Prix des libraires BD 2022 en de Prix Ouest-France. In november 2021 won De Jongh de Prix Ouest-France, waarbij de jury vooral enthousiast was over de sterke cinematografische laag in het album.
In de boekhandels in Frankrijk haalde Dagen van zand in de eerste helft van juni 2021 de derde positie op de lijst van bestverkopende boeken. In Nederland haalde het boek in week 25 van 2021 plaats 44 in de top 60 van bestverkopende boeken volgens de Stichting Collectieve Propaganda van het Nederlandse Boek. In 2022 werd de digitale versie van het boek, dat uitgebracht werd door Europe Comics, genomineerd voor een Eisner award in de categorie 'Best Digital Comic'.
Op 9 juli 2022 ontving ze de Stripschapprijs voor dit boek: het beste album van het jaar.
Het boek wordt door verschillende reviews als haar beste tot nu toe gevonden.
Dagen van zand wordt visueel heel sterk gevonden. De zandstormen zijn zo weergegeven dat ze even benauwend kunnen zijn als een echte zandstorm. Het gebruik van originele foto's aan het begin van elk hoofdstuk benadrukt de waarheid van wat er volgt.
Reviews wijzen op de boodschap over het klimaatprobleem dat subtiel en niet expliciet in het verhaal zit verweven, versterkt onder meer door de gevolgen van de droogte te tonen. De manier van vertellen en hoe De Jongh probeert dichter bij de originele verhalen te komen van de mensen die in de Dust Bowl woonden, wordt gewaardeerd.
Ook het dilemma over de fotografie wordt gewaardeerd: mag je foto's manipuleren om tot een gedramatiseerde werkelijkheid te komen of is dat niet eerlijk ten opzichte van het eigenlijke verhaal? Dit dilemma zorgt voor de karakterontwikkeling van de hoofdpersoon, die bijna terloops in de vaart van het verhaal wordt meegenomen.
Als minpuntjes worden de te sentimentele opening genoemd waarin John bij een pas gedolven graf zich afvraagt hoe hij in die situatie verzeild is geraakt, en de rol van de fotograaf wordt als weinig waarde gezien omdat hij eigenlijk alleen de lezer begeleidt in het verhaal. Dit laatste minpunt wordt aangevoerd kijkende naar het thema van het vertellen van het verhaal van de Dust Bowl.
De Jongh verwerkt in haar verhaal veel historische feiten, zoals het feit dat de stofstormen verschillende kleuren hebben afhankelijk vanwaar de storm komt en het feit dat er een textieltekort is waardoor graanzakken voor zaken als gordijnen en beddengoed worden gebruikt, met de labels van de graanfabrikanten er nog op.
Het drukproces wekt bewondering op door de uitdaging van het feit dat er onder meer is gekozen om verschillende tinten zwart overvloedig te gebruiken.

## Bestseller 60
| Boeken met noteringen in de Nederlandse Bestseller 60 | Jaar van verschijnen | Datum van binnenkomst | Hoogste positie | Aantal weken | Opmerkingen |
| ----------------------------------------------------- | -------------------- | --------------------- | --------------- | ------------ | ----------- |
| Dagen van zand                                        | 2021                 | 23-06-2021            | 44              | 1            |             |